# Neurateles alaskensis
Neurateles alaskensis là một loài tò vò trong họ Ichneumonidae.